# Juurikkasaari (ö i Mellersta Finland, Äänekoski)
Juurikkasaari är en ö i Finland. Den ligger i sjön Keitele och i kommunen Konnevesi i den ekonomiska regionen  Äänekoski ekonomiska region  och landskapet Mellersta Finland, i den centrala delen av landet, 290 km norr om huvudstaden Helsingfors. Öns area är 0,2 hektar och dess största längd är 70 meter i öst-västlig riktning.